# Караульное (Астраханская область)
Карау́льное — село в Камызякском районе Астраханской области России. Административный центр Караулинского сельсовета. Население 817 человек (2013), 52 % из них — казахи, 47 % — русские (2002) .

## История
Между 1900 и 1905 годами на территории современного села появились первые рыбаки, приезжавшие на сезонный промысел. В 1911 — 1912 некоторые из них обосновались в этих местах со своими семьями, тем самым положив начало заселению будущего Караульного. Существует две легенды о происхождении названия села. Согласно первой, оно изначально называлось Караулом, поскольку рыбаки караулили рыбные места реки Затон. Согласно второй, название происходит от фамилии одной из первых переселенческих семей — Карауловых.
С 1918 по 1930 год село относилось к Заведенскому сельскому Совету Камызякской волости Астраханского уезда Астраханской губернии. В январе 1930 года был образован колхоз имени Сталина, объединивший сёла и посёлки Караульное, Затон, Лебяжье, Новинский, Жан-Аул, Нижне-Калиново, Октябрьское, Адаевский.

## География
Караульное расположено в пределах Прикаспийской низменности в южной части Астраханской области, в дельте реки Волги и находится на острове, образованном реками Кизань, Затон и Николаевская, по правому берегу Кизани.
Абсолютная высота 26 метров ниже уровня моря.
Уличная сеть
Состоит из восьми географических объектов: ул. Восточная, ул. Гагарина, ул. Колхозная, ул. Ленина, ул. Мира, ул. Молодежная, ул. Октябрьская, ул. Речная.
Климат
Умеренный, резко континентальный, характеризуется высокими температурами летом и низкими — зимой, малым количеством осадков, а также большими годовыми и летними суточными амплитудами температуры воздуха.

## Население
| 2002 | 2006 | 2010 | 2012 | 2013 |
| ---- | ---- | ---- | ---- | ---- |
| 752  | ↘751 | ↗810 | ↗817 | →817 |

Национальный и гендерный состав
По данным Всероссийской переписи в 2010 году, численность населения составляла 810 человек (391 мужчин и  419 женщин, 48,3 и 51,7 %% соответственно).
Согласно результатам переписи 2002 года, в национальной структуре населения казахи составляли 52 %, русские 47 % от общей численности населения в 752 жителя.
| Национальность | Численность (2010) | Процент |
| -------------- | ------------------ | ------- |
| Казахи         | 432                | 53,3%   |
| Русские        | 317                | 39,1%   |
| Татары         | 4                  | 0,5%    |
| Аварцы         | 3                  | 0,4%    |
| Не указана     | 55                 | 6,8%    |
| Всего          | 811                | 100%    |

## Инфраструктура
Караулинская средняя школа на 220 мест, детсад, фельдшерско-акушерский пункт. 
Пристань. 
Развито рыболовство, растениеводство (выращивание зерновых, овощей, картофеля и бахчевых). 

## Транспорт
Стоит у региональной автодороги «Камызяк — Кировский» (идентификационный номер 12 ОП РЗ 12Н 084). Остановка общественного транспорта «Караульное».
Водный транспорт.

## Фотогалерея

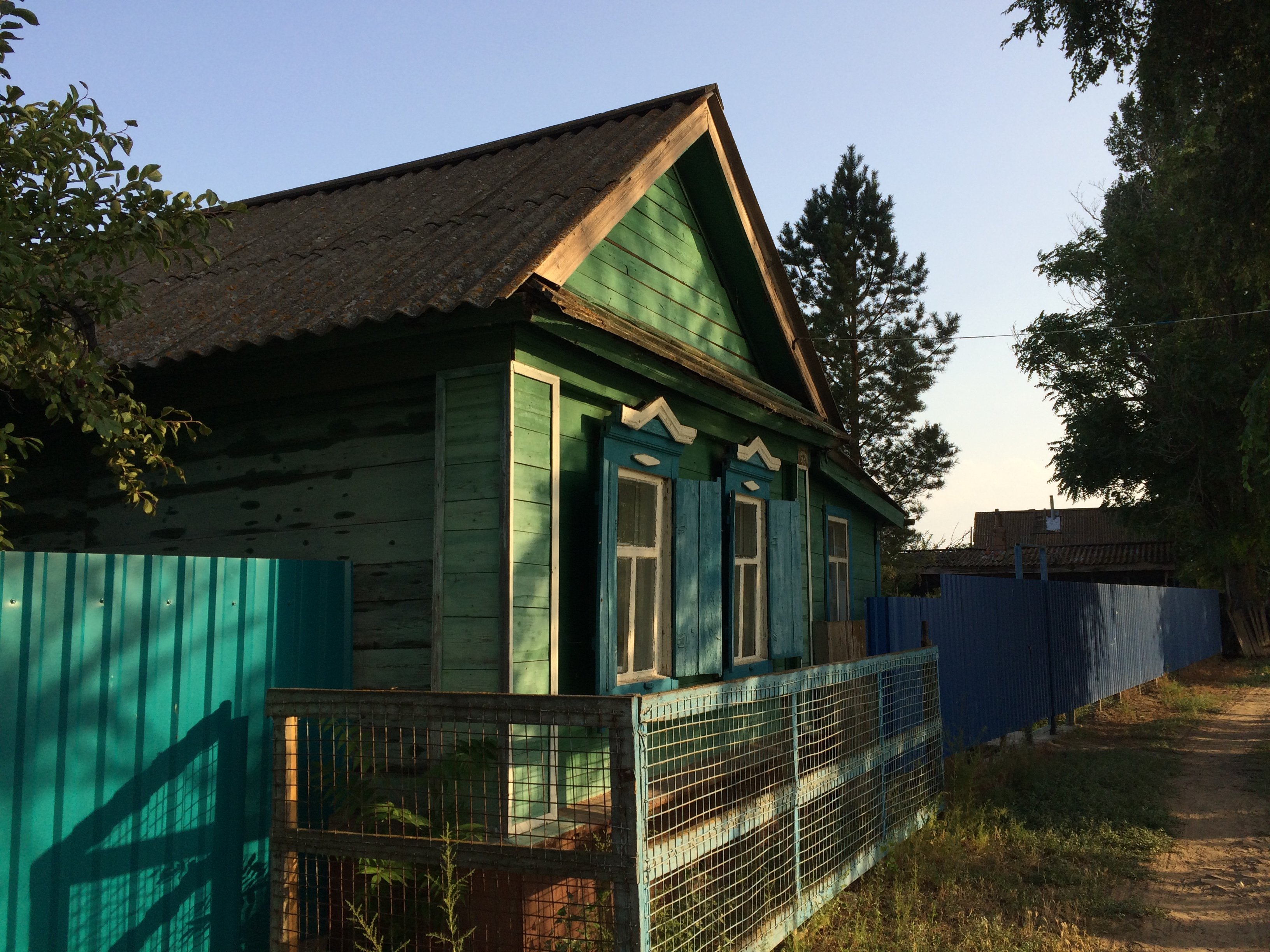
Жилой дом на улице Ленина
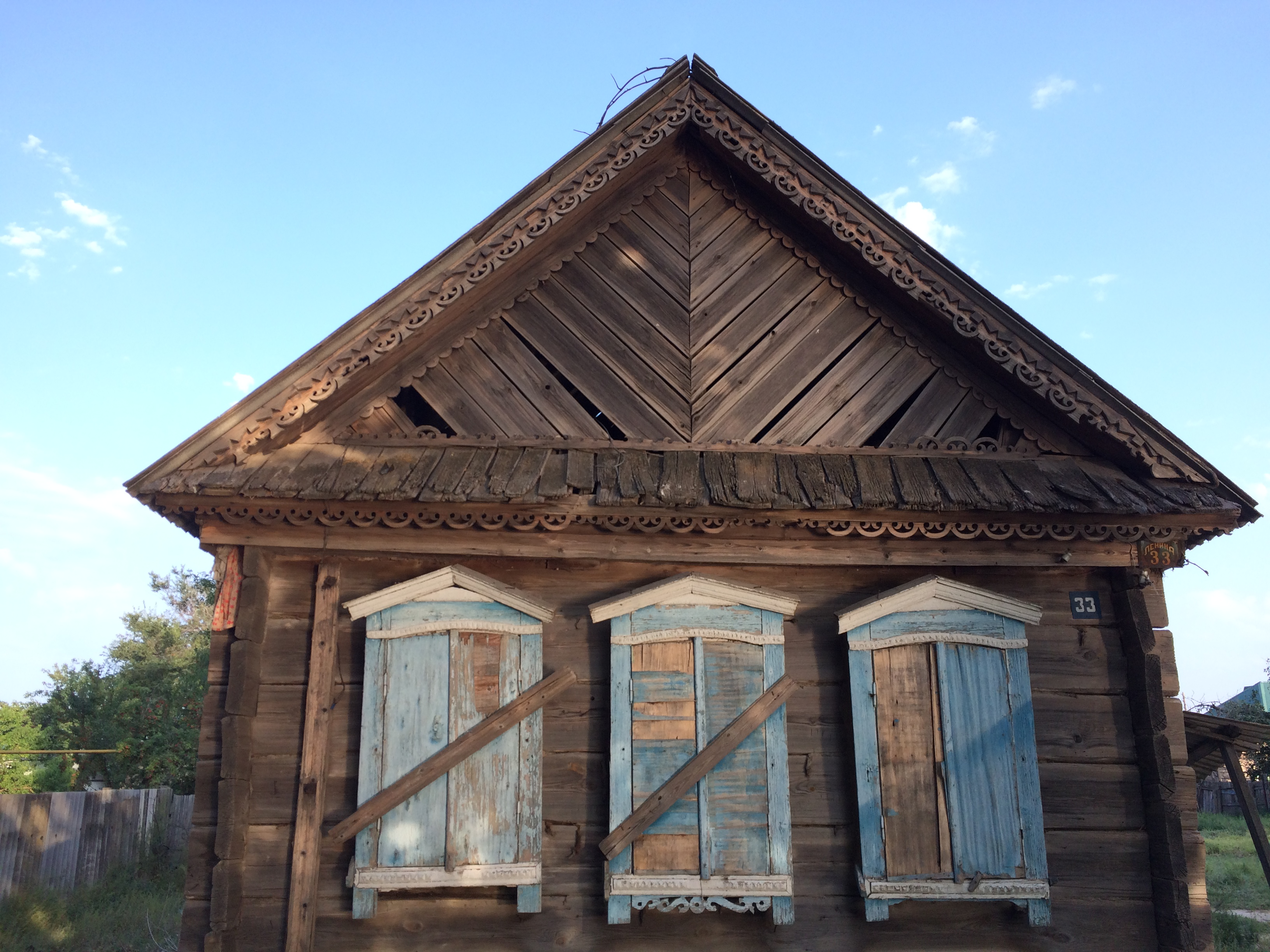
Заброшенный дом на улице Ленина
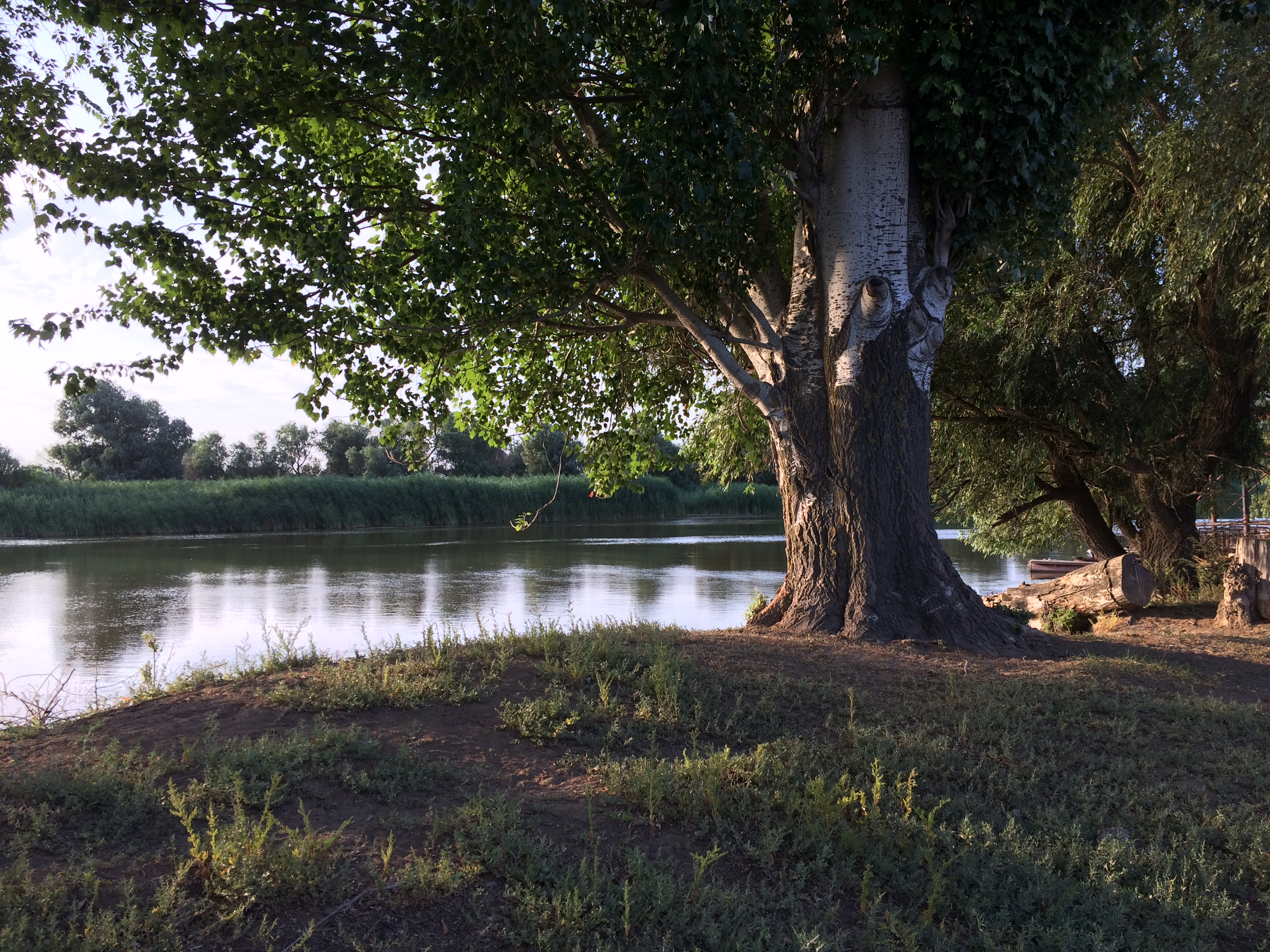
Река Затон в Караульном
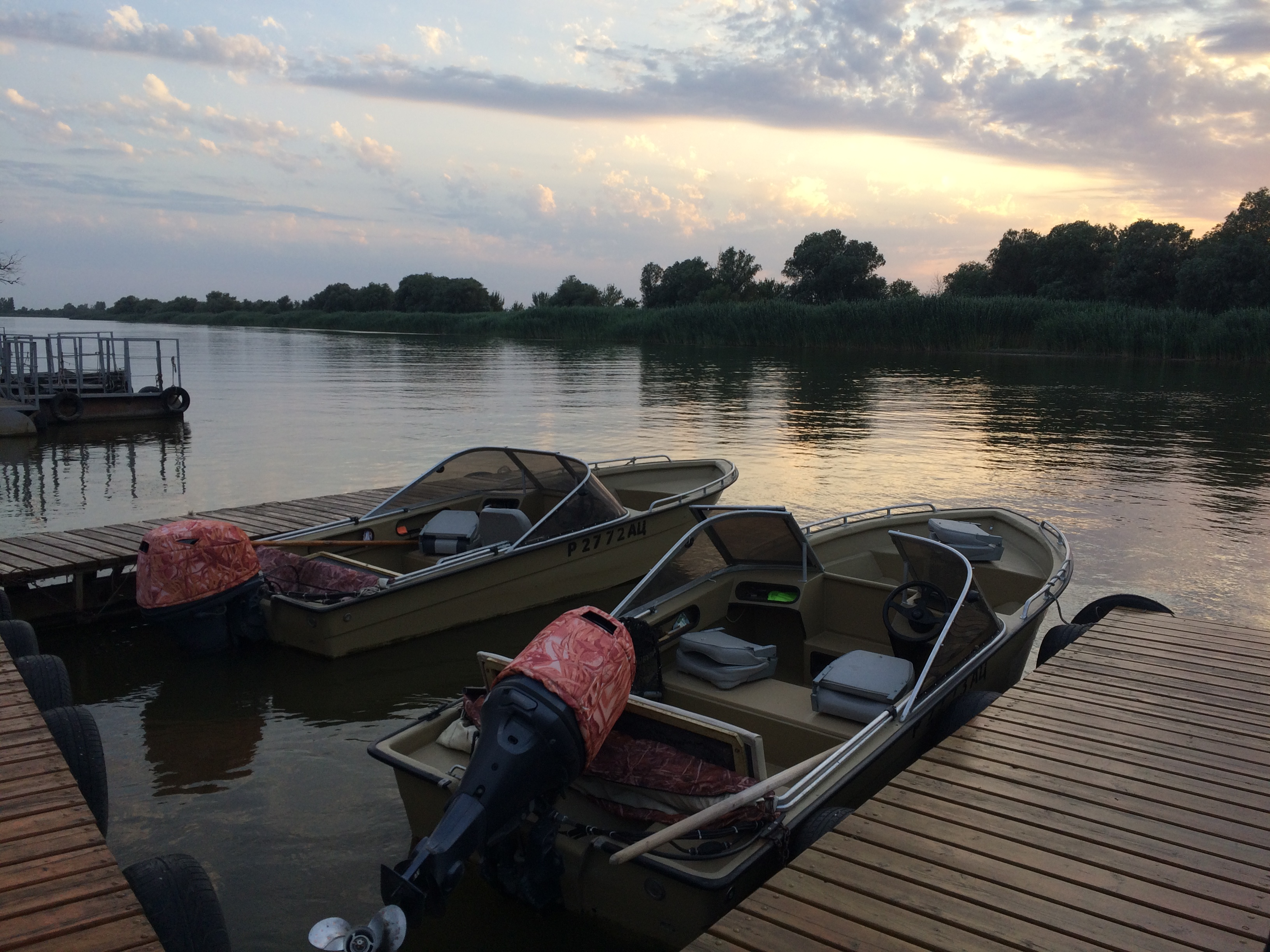
Лодки на базе отдыха «Якорь»
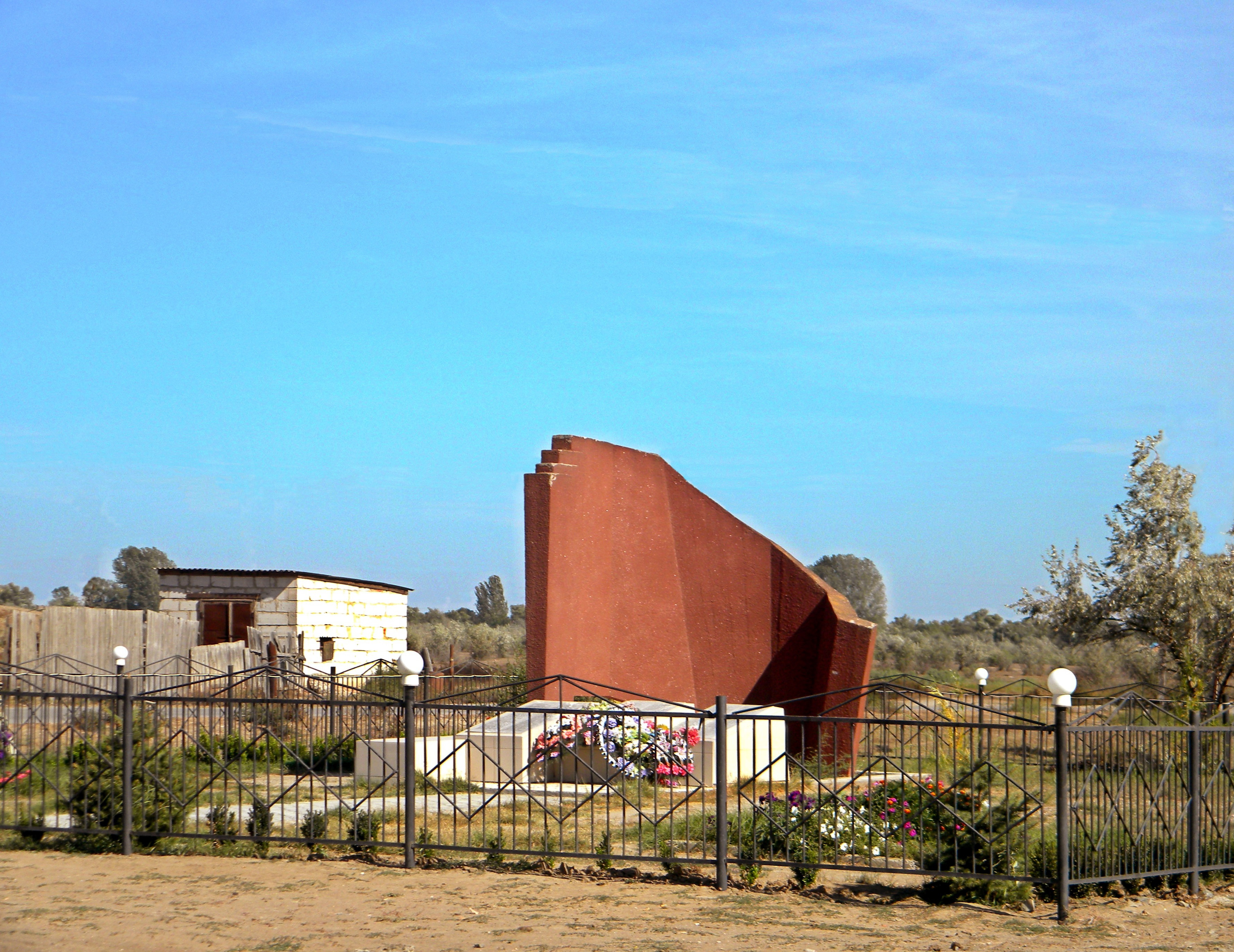
Памятник воинской славы
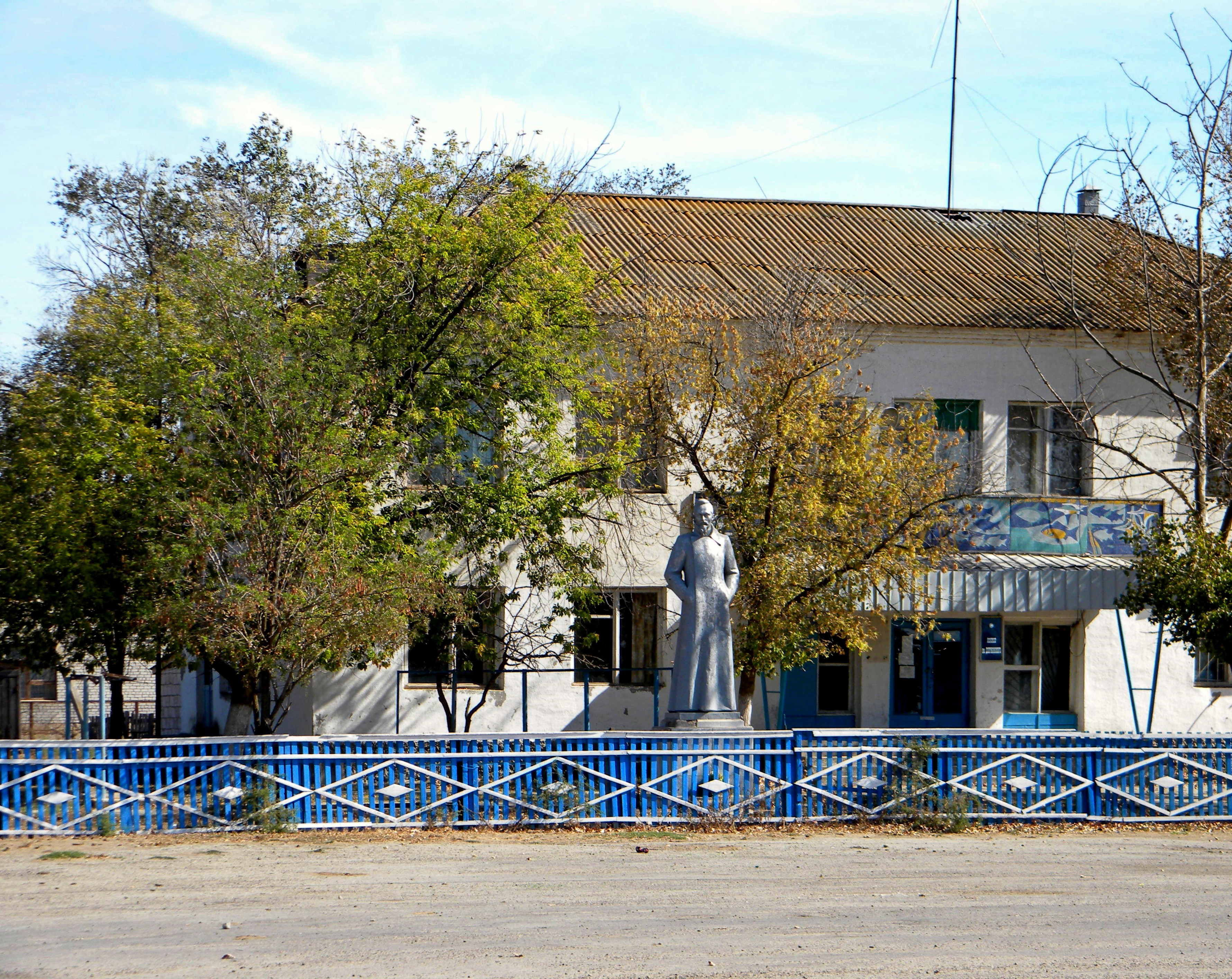
Памятник Дзержинскому у сельской школы